# Терцерије II (Салерно)
Терцерије II је насеље у Италији у округу Салерно, региону Кампанија.
Према процени из 2011. у насељу је живело 60 становника. Насеље се налази на надморској висини од 234 м.